# Nguse Amlosom
Nguse Tesfaldet Amlosom (* 10. November 1986 in Asmara) ist ein eritreischer Langstreckenläufer.

## Leben
Amlosom stand im Aufgebot der eritrieschen Mannschaft bei den Olympischen Spielen 2012 in London, wo er die 10.000 Meter lief. Er beendete den Lauf auf dem 15. Platz mit 27:56,78 min.
Bei den Leichtathletik-Afrikameisterschaften 2014 in Marrakesch gewann er die Goldmedaille im 10.000-Meter-Lauf in 28:11,07 min.

## Persönliche Bestleistungen

### Freiluft
- 10.000 m: 27:28,10 min, 30. Mai 2012, Wageningen
- 10 Kilometer: 27:56 min, 27. September 2013, Zaanstad
- 15 Kilometer: 42:27 min, 29. März 2014, Kopenhagen
- 20 Kilometer: 56:41 min, 14. Februar 2014, Ra’s al-Chaima
- Halbmarathon: 59:39 min, 14. Februar 2014, Ra’s al-Chaima